# Virginia Slims of Washington 1986
Il Virginia Slims of Washington 1986 è stato un torneo di tennis giocato sul sintetico indoor. È stata la 15ª edizione del torneo, che fa parte del Virginia Slims World Championship Series 1986. Si è giocato al Patriot Center di Fairfax negli USA dal 6 al 13 gennaio 1986.

## Campionesse

### Singolare
Martina Navrátilová ha battuto in finale  Claudia Kohde Kilsch con il punteggio di 6–1, 6–4

### Doppio
Martina Navrátilová /  Pam Shriver hanno battuto in finale  Claudia Kohde Kilsch /  Helena Suková con il punteggio di 7–5 6–3